# Leptobarbus
Leptobarbus — рід коропоподібних риб, єдиний у родині Leptobarbidae.
Включає 5 видів:
- Leptobarbus hoevenii  (Bleeker, 1851)
- Leptobarbus hosii  (Regan, 1906)
- Leptobarbus melanopterus  Weber & de Beaufort, 1916
- Leptobarbus melanotaenia  Boulenger, 1894
- Leptobarbus rubripinna  (Fowler, 1937)

Поширені в Південно-Східній Азії.
Спинний плавець сидить навпроти черевних, анальний плавець короткий. Рот помірної ширини, глоткові зуби сидять у 3 ряди. 2 пари вусиків. Луски помірного розміру. Бічна лінія вигнута вниз, проходить нижньою половиною хвоста.
Морфологічно представники роду виглядають дуже схожими з великими представниками роду Rasbora. Тому раніше рід Leptobarbus вважався членом підродини коропових Danioninae, але молекулярні дослідження не підтвердили цього. Рід Leptobarbus був виключений зі складу підродини Danioninae, а на підставі аналізу філогенетичних зв'язків коропоподібних було визнано окрему родину Leptobarbidae.
Leptobarbus hoevenii може сягати 1 м завдовжки. Він є об'єктом рибальства та аквакультури.